# Serie 439 de Renfe
La serie 439 de Renfe (en origen serie 900) es un conjunto de unidades de tren eléctricas, puestas en circulación entre los años 1967 y 1968.

## Descripción
La serie 439 forma parte de la tercera generación de automotores eléctricos españoles. Con los progresos de la electrificación, la RENFE conoce los problemas de coexistencia entre las distintas tensiones de alimentación (1500 y 3000 V c.c), en particular en algunos enlaces ferroviarios donde deben coexistir ambas tensiones, tales como el de Miranda de Ebro. Los trenes de la serie 439 son pues bitensión, pudiendo por tanto ser alimentados bien a 1500, bien a 3000 voltios.
Años después de su puesta en funcionamiento, la velocidad máxima se ve limitada a 100 km/h. debido al mal comportamiento a 130 km/h, y al sistema de frenado.
Cuentan con 6 puntos de tracción, siendo estos M (maniobras), S (Serie), SH (Shuntado de serie), P (Paralelo), SH-1 (Shuntada de paralelo 1) y SH-2. Al estar diseñadas, en principio, para poder incorporar un remolque intermedio, cuentan con un elevado par, lo que le confiere una muy elevada aceleración, similar a las unidades de la serie  446.

## Construcción
El concurso para el suministro de los nuevos automotores, abierto a partir de 1965, se asigna a un consorcio formado por CENEMESA, Jeumont-Schneider, ACEC, y Cravens para las partes eléctricas. La parte mecánica (CAF y Metropolitan Cammel), es especialmente innovadora, con una carrocería de aluminio y bogies en acero laminado. La parte eléctrica, basada en el equipamiento JH de Jeumont, permite eliminar un gran número de resistencias y vincular el freno reostático con las distintas secuencias de tracción. Se equipan con freno electroneumático “Westcode” estudiado por WABCO y proporcionado por Dimetal. El enganche tipo Scharfenberg permite el acoplamiento de hasta tres unidades en serie, lo que equivale a seis coches. Pensadas en principio para ser composiciones de tres coches, se construyen finalmente de sólo dos, incorporando una cabina de conducción en cada extremo. De ahí su gran capacidad de aceleración, digna de un ferrocarril suburbano, pues al estar concebidas para tres coches, y construirse solamente dos, la masa a remolcar es menor. Se suministran con la decoración clásica de la época, a saber verde y amarillo.
Las primeras unidades son construidas en Inglaterra, siendo las de numeración más alta las construidas en España.

## Servicios

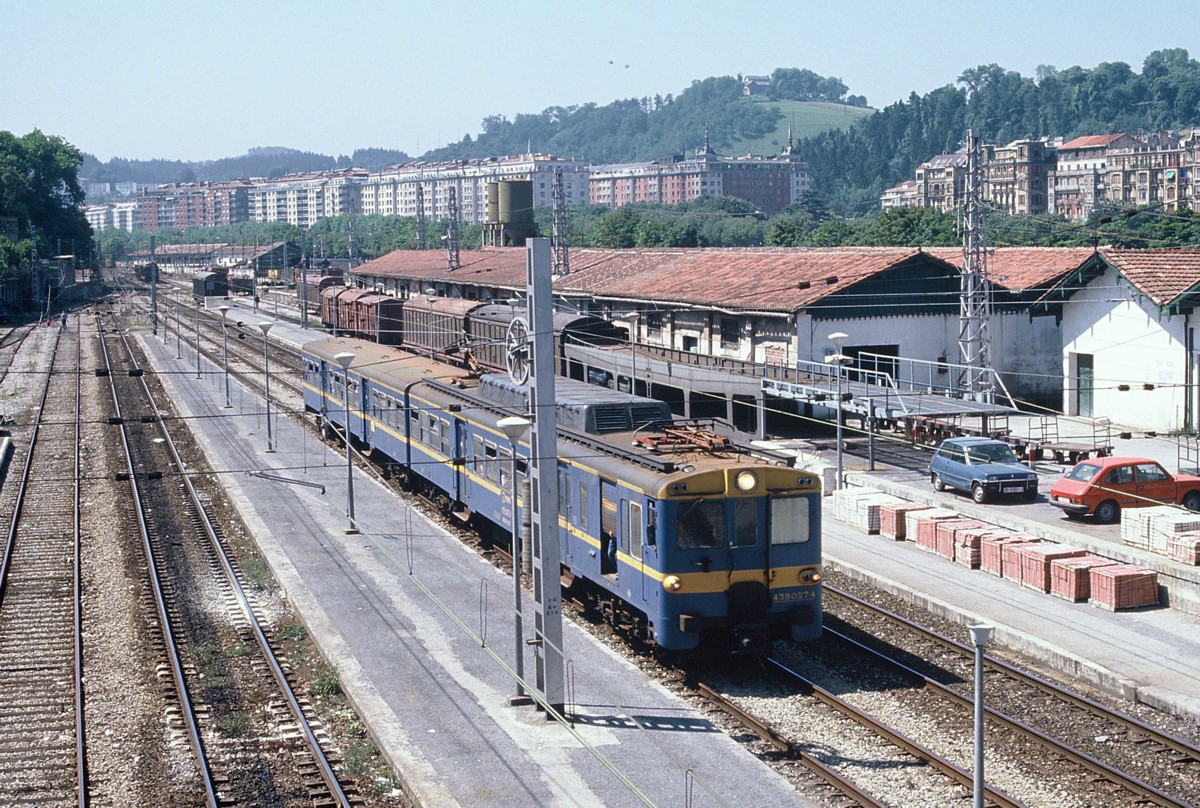
La 439-027-4 en San Sebastián el 28 de julio de 1988.

Al entrar en contacto los dos tipos de tensión eléctrica, RENFE necesita material motor bitensión, por lo que en 1963 compra  a Alsthom las 4 locomotoras eléctricas bitensión de la serie 10.000. Más tarde, ya en 1967, Renfe, compró 32 unidades eléctricas a la industria inglesa. Este material fue pensado, sobre todo pero no únicamente, para prestar servicio en las líneas del noroeste de Madrid. 
La primera unidad de la serie 900 se suministra en julio de 1967, y otras 10 más se entregaron antes de finales de año. Comienzaron su servicio comercial en noviembre de 1967, entre Atocha y Chamartín a través del popularmente conocido como Túnel de la risa. 
En enero de 1968 había ya 19 unidades en servicio, y en septiembre de ese mismo año se suministra la última, la WMD 932 (439-032). Aunque concebidas para un servicio de Cercanías, la falta de material obliga a que presten numerosos servicios regionales de media y larga distancia. Se modifican los coches con instalación de un aseo por coche, ya que de origen no se incorporaban. A partir de enero de 1968, realizan los servicios hacia Segovia y Villalba. Comienzan también a realizar el servicio Atocha-El Escorial en abril, posteriormente, en mayo, prolongan sus servicios hasta Ávila, Valladolid y Palencia (con algunas incursiones hasta León) 
Estos trayectos siguen vigentes hasta la instauración del servicio de la universidad de Cantoblanco (Madrid) el 22 de diciembre de 1973. En 1974/75, las 439 se transfieren poco a poco a los depósitos Oviedo y de León. Las de Oviedo realizan las conexiones con Gijón, Avilés, San Juan de Nieva, Puente de los Fierros y El Entrego. Las de León realizan servicios Regionales hacia Oviedo, Gijón, Ponferrada, Monforte de Lemos, Valladolid y Medina del Campo, con algunas incursiones sobre Madrid. A principios de los años ochenta, se destinan progresivamente al depósito de la estación de Miranda de Ebro.
En esas fechas no hay más que 26 unidades en servicio, todas excepto la 439-010, 014 y 015, 020, 022 y 023. La conversión de 1500 a 3000 voltios se efectúa entre 1982/83 en el trayecto Alsasua- Irún, y en 1984 entra en funcionamiento desde Miranda de Ebro a Bilbao. Solamente las líneas de Cercanías de Bilbao aún se conservan a 1500 voltios, por lo que suequipamiento bitensión ya no realiza tal función. Trabajan por esas fechas por los alrededores de Miranda de Ebro, desplazándose hasta Castejón de Ebro, Zaragoza, Pamplona, Logroño e Irún. 
En 1984, se repintan en color azul y amarillo como el de las recientemente estrenadas 440, a excepción de la  439-028, que recibe un curiosa decoración verde oscuro y amarillo. 
En 1991 quedan 14 unidades aún en funcionamiento, cantidad que cae hasta las 8 unidades en 1992, dándose de baja la totalidad de la serie entre 1993 y 1994.

## Unidades preservadas

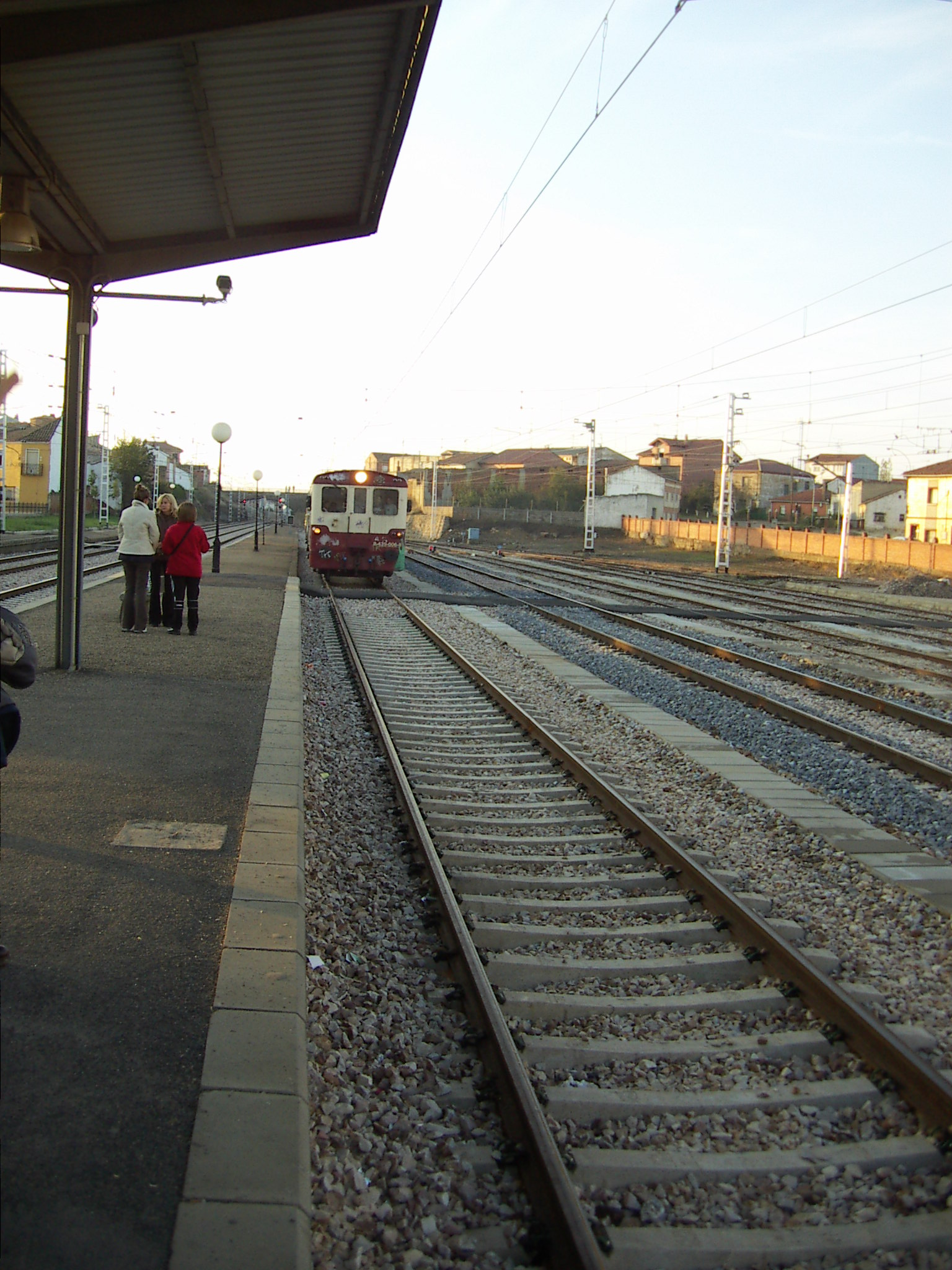
La 439-006 en Sahagún, en octubre de 2006.

Actualmente se conservan dos unidades serie 439: una de ellas, la 439.004, está custodiada por la Asociación Zaragozana de Amigos del Ferrocarril y Tranvías (AZAFT), y la otra, la 439.006, pertenece a la Asociación de Amigos del Ferrocarril de Bilbao; con esta unidad se realizan numerosos viajes por las diferentes líneas ferroviarias de España.

## Esquemas

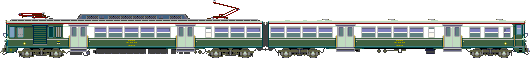
Unidad 439 con los colores originales verde - Plata(1968 - 1978).

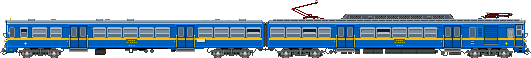
Unidad 439 con los colores unificados azul - amarillo (A partir de 1978).